# Amherstie sličná

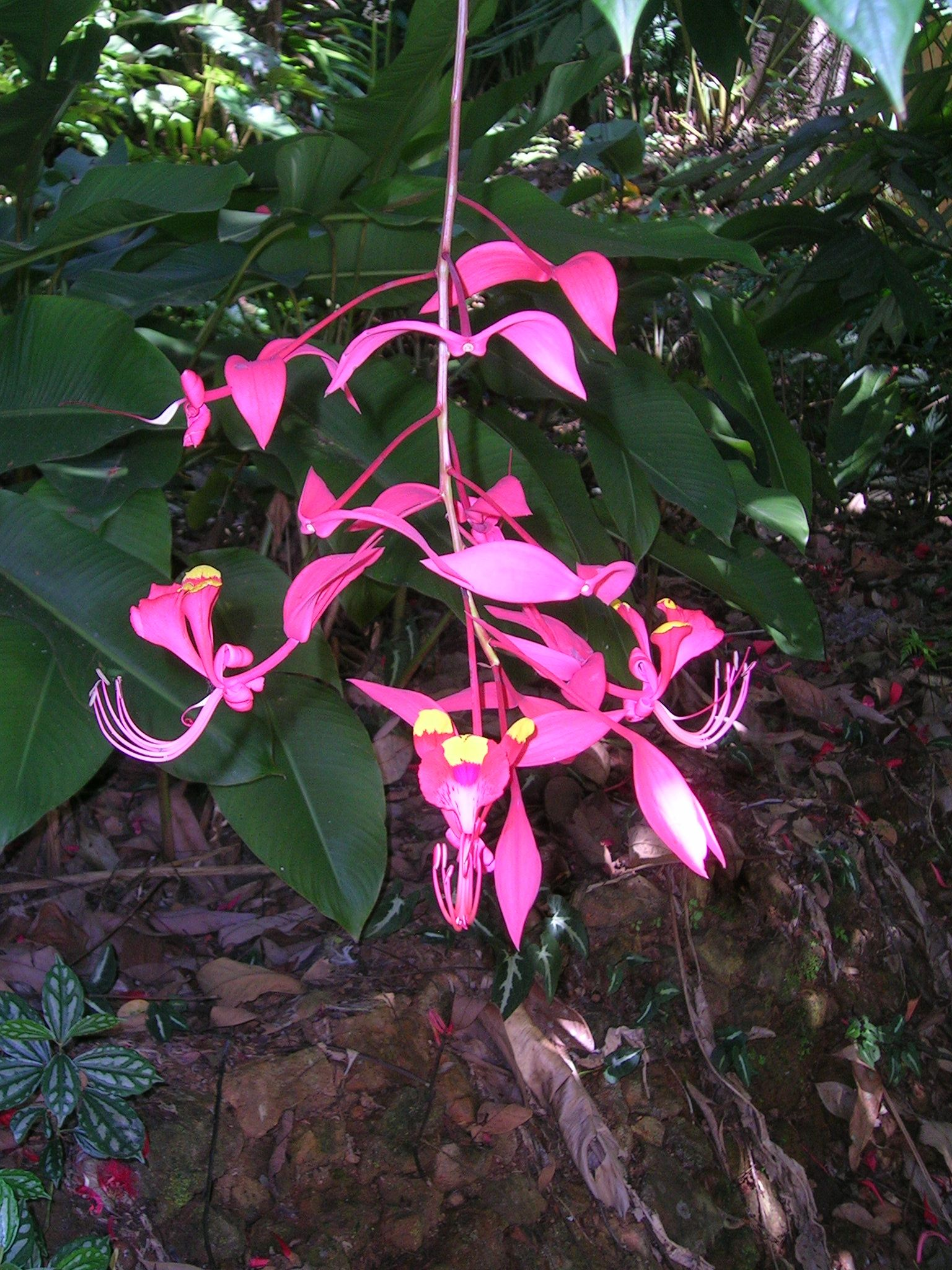
Květenství Amherstia nobilis

Amherstie sličná (Amherstia nobilis) je druh rostliny z čeledi bobovité a jediný druh rodu amherstie. Je to stálezelený strom pocházející z Barmy a význačný velkými květenstvími orchidejovitých květů, pro které je také nazýván orchidejový strom. Je považován za nejkrásnější kvetoucí strom světa.

## Popis
Amherstia nobilis je stálezelený strom dorůstající výšky přes 15 metrů. Listy jsou sudozpeřené, tence kožovité, lesklé, sytě zelené, složené ze 4 až 7 párů lístků. Rozvíjející se listy mají načervenale bronzovou barvu. Palisty jsou kopinaté, opadavé. Květy jsou orchidejovitého vzhledu, rumělkově červené, nevonné, uspořádané v až 1 metr dlouhých převislých hroznech obsahujících asi 20 až 30 květů. Listeny jsou opadavé, listence podepírající jednotlivé květy jsou vytrvalé, červené. Kalich má prodlouženou úzkou kališní trubku a 4 velké, červené, nestejné laloky připomínající korunní lístky. Koruna je složena z 5 korunních lístků, horní z nich je největší, široký, žlutě zdobený a na bázi bílý, postranní dva jsou obvejčitě kopinaté, spodní 2 jsou redukované. Tyčinek je 10 a mají červené nitky i prašníky, horní tyčinka je volná, ostatní srostlé. Semeník je stopkatý se stopkou přirostlou ke kališní trubce, se 4 až 6 vajíčky a tenkou čnělkou. Zralé lusky jsou hladké, hnědé, podlouhlé, ploché, srpovitě prohnuté, dřevnaté, pukající 2 chlopněmi. Obsahují 1 až 6 plochých a často neplodných semen.
Jméno má po Sarah Amherst, manželce indického generálního guvernéra lorda Amhersta, která se amatérsky věnovala botanice.

## Rozšíření
Tento strom roste jako endemit výhradně v Barmě, kde se vzácně vyskytuje v teakových monzunových deštných lesích v nadmořských výškách do 500 metrů. Vyžaduje vlhké klima a dobře propustnou živnou půdu.

## Význam
Amherstie, známá také jako orchidejový strom, je považována za nejkrásnější kvetoucí strom světa. Je to vzácná dřevina, jejíž pěstování není jednoduché a je omezeno na tropy a nečetné tropické skleníky botanických zahrad. Je pěstována zejména na Havaji, v jihovýchodní Asii, v Indii, na Srí Lance a v Karibiku. Je možné ji pěstovat i v teplejších oblastech subtropů, např. na Floridě, při teplotách pod 20 °C však nenasazuje květy. Kvetení je v přírodě navozeno krátkých obdobím sucha, které v Barmě připadá na zimní měsíce. Rostliny jsou cizosprašné a na osamělých stromech se netvoří semena. Druh není uváděn z žádné české botanické zahrady.